# 로카르노
로카르노(Locarno)는 스위스 티치노주의 도시이며, 마조레호의 북부에 위치하고 있다. 로카르노는 스위스 알프스 남쪽 기슭에 있는 티치노주의 북동쪽 끝에 있는 마조레 호수 북쪽 기슭에 위치한 로카르노구(그 지역의 수도)에 있는 스위스 남부 도시 이자 시정촌이다. 인구는 약 16,000명(적정)이며, 다른 지자체 외에 아스코나를 포함하여 같은 이름의 광역권으로 약 56,000명 정도이다.
로카르노 마을은 마지아 삼각주의 북동쪽에 위치하고 있다. 강 건너편에는 삼각주 남서쪽에 있는 아스코나 마을이 있다.
인구 기준으로 스위스에서 74번째로 큰 도시이며, 티치노주에서는 루가노와 벨린초나에 이어 세 번째로 큰 도시이다.
로카르노의 공식 언어는 이탈리아어이다.
이 도시는 매년 8월에 열리는 로카르노 국제 영화제를 개최하는 것으로 유명하며 주요 광장인 그란데 광장에서 야외 상영이 이루어진다. 1925년 10월 이곳에서 협상된 일련의 유럽 영토 협정인 로카르노 조약으로도 유명하다.

## 역사

### 선사시대
1934년 오늘날의 비아 조리오(Via S. Jorio) 부근에서 청동기 시대 초기 (약 BC 14세기)의 14개 항아리 무덤이 있는 묘지가 발견되었다. 일부 항아리는 직접 묻혔고, 나머지는 자르지 않은 돌상자에 넣었다. 항아리에는 불에 탄 뼈 외에도 팔찌, 원뿔형 머리가 있고 목이 약간 두꺼워진 머리핀, 반지와 칼을 포함하여 약간의 화재 피해를 입은 청동제 장식품이 들어 있었다. 비슷한 항아리가 산안노니오 지역에서도 발견되었는데, 아마도 작은 공동묘지였을 것이다. 도자기와 청동 물체는 카네그라테 문화 (밀라노 지방의 큰 묘지 이름을 따서 명명됨)에서 유래되었다. 그러나 정착촌의 흔적은 발견되지 않았다.
1935년에 큰 묘지가 솔두노에서 발견되었다. 200개가 넘는 무덤은 라텐 문화에서 AD 3세기에 이르기까지 거의 천년에 걸쳐 있다. 많은 라텐 시대의 무덤 제품(특히 BC 3~1세기)은 켈트족 양식의 피불라(핀) 또는 브로치이다. 이 물건들은 알프스 북부 지역의 문화적 영향을 보여준다. 그러나 세라믹 물체는 티치노와 롬바르디아로 퍼진 골라세카 문화 고유의 것이다.

### 로마시대
1946년과 1949년 사이에 셀바의 산타마리아 교회와 솔두노의 산 지오바니 바티스타 사이의 테라스에서 많은 로마 시대 무덤이 발견되었다. 따라서 로카르노가 된 로마 도시는 무랄토의 비쿠스와 이 묘지 사이에 있었다. 불행히도 집중적인 건설과 농업 활동으로 고대 도시의 흔적이 대부분 파괴되었다. 1995년과 1997년에 비아 발레 마지아에서 57개의 무덤이 발견되었다. 19건은 로마 시대의 것으로, 서기 3세기에도 화장과 시신을 매장하는 방식이 나란히 시행되었음을 확인할 수 있다. 다른 중요한 발견 중에서 많은 유리 항목이 발견되었다. 선사시대 라텐 시대 말부터 로마 묘지가 사용되었다. 서기 3세기 중반까지. 로카르노의 광범위한 로마화는 지역 문화의 많은 부분을 없애고 고대 로마 요소로 대체했다. 그러나 지역 인구를 지배할 수 있는 로마 지배 계급은 없었던 것으로 보인다.

### 로카르노 지방
카피타네이(capitanei)는 중세 초기에 등장하여 로카르노를 이끈 저명한 귀족 가문의 집단이었다. 이 용어는 1164년 프레데릭 1세 황제가 도시에 대한 시장 권리를 부여한 문서에서 처음 언급되었다. 이 칭호는 원래 국왕 영지의 직속 가신에게만 부여된 것이었다. 하위 가신들은 발바소레스(valvassores)로 알려졌지만, 특별 양보로 카피타네이의 칭호를 받을 수 있었다. 최초의 카피타네이는 아마도 세프리오 카운티의 오래된 롬바르드 귀족 가문인 다 베소초(Da Besozzo)의 후손이었을 것이다. 롬바르디아 이탈리아는 티치노 남부 지역과 마조레 호수 서쪽의 바레세 및 코모의 현대 이탈리아 지방을 포함하고 로카르노에서 남쪽으로 약 20km 떨어진 카스텔세프리오를 중심으로 했다.
1000년경에 가문은 란돌포 다 카르카노(Landolfo da Carcano) 분파 코모의 주교에 의해 로카르노의 영지를 부여받았다. 카피타네이는 교회의 재산을 지방 정부에 위임한 관리권을 부여받았고, 면책권과 강제권을 가졌지만, 교회와 왕실 영지를 제외하고는 마을 협동조합 (비키니 vicini)의 토지 소유자는 아니었다. 그들은 대법관의 권리가 없었기 때문에 그들의 정치적 권력은 제한적이었다. 그러나 그들은 13세기와 14세기에 구엘프와 기벨린 가문 사이의 분쟁과 코모와 밀라노 공국 사이의 전쟁에서 중요한 역할을 했다.
로카르노에서는 16세기 종교개혁 기간 동안, 카피타네이의 3대 봉건 가문 중 두 가문인 무랄토 가문과 오렐리 가문이 마을을 떠나 취리히로 이주했다. 무랄토스의 지부가 베른에 설립되었다. 3대 로카르노 가문인 마고리아는 로카르노에 남아 있었다. 카피타네이는 1798년까지 로카르노의 정치에서 중심적인 역할을 유지했다. 1803년에 카피타네이의 토지와 권리는 로카르노의 정치 자치제로 통합되었다.

### 로카르노 초기

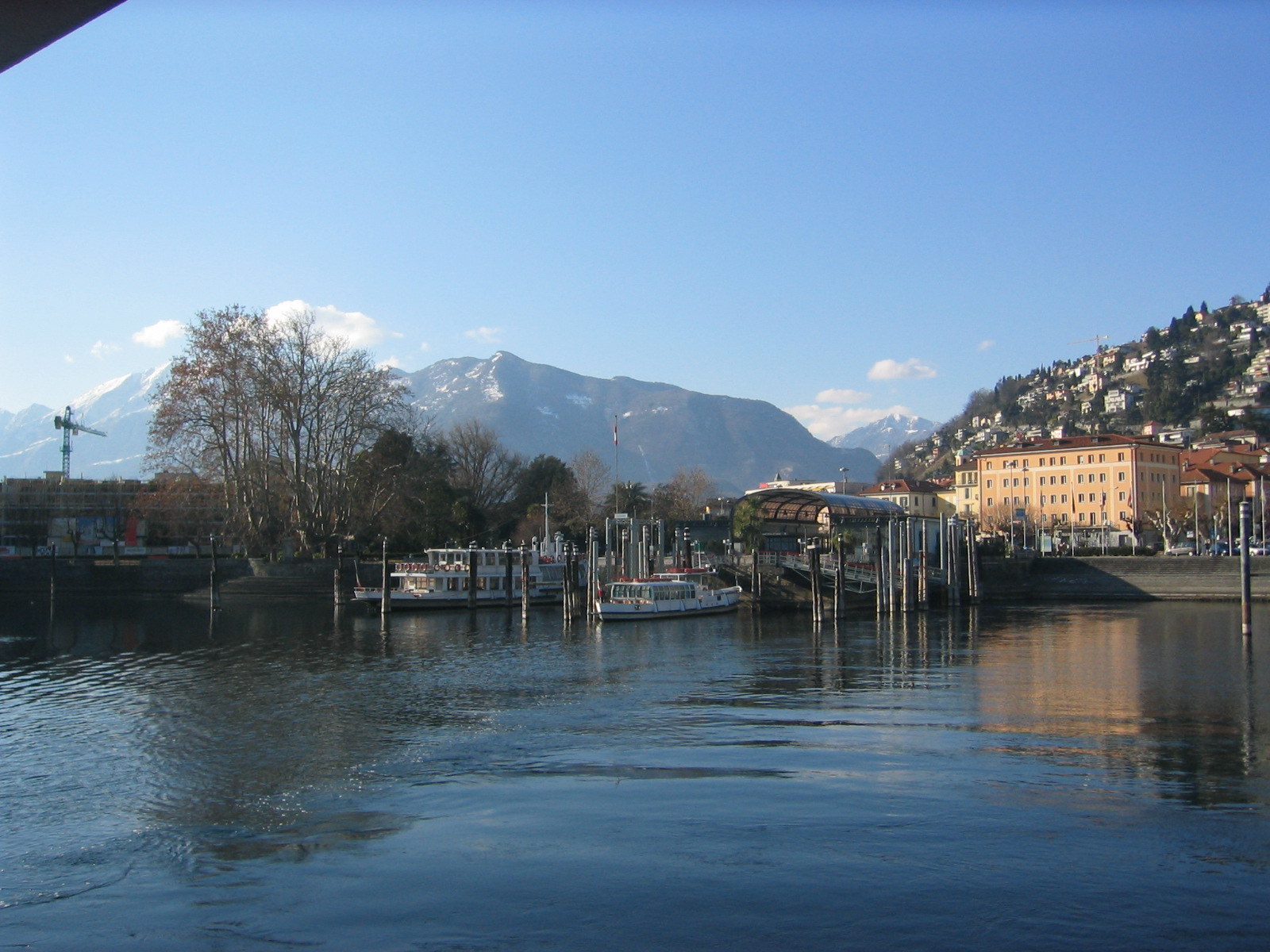
로카르노 항구, 호수를 통한 교역으로 번영을 구가했다

롬바르드 시대(569년 이후)부터 로카르노 주변 지역(아마도 마을)은 스타조나 카운티의 일부였으며, 나중에는 롬바르디아의 마크였다. 로카르노는 807년에 레오카르니(Leocarni)로 처음 언급된다. 독일어에서는 Luggarus, Lucarius, Lucaris로 알려지게 되었다. 로마 시대부터 호수 근처에 시장이 있었을 가능성이 있다. 도시의 오랜 역사와 그 위치는 왕실의 창설로 이어졌으며, 이는 866년에 처음 언급되었다. 중세 동안 로카르노와 아스코나는 여러 개의 분리된 이웃과 함께 공동체를 형성했다. 공동체는 공공재(고산 목초지, 목초지, 숲, 교회)와 세무공무원과 경찰을 관리했다.
10세기에 밀라노의 주교는 독일 왕들을 희생시키면서 점점 더 많은 권력을 자신에게 통합하기 시작했다. 밀라노의 이러한 확장은 1002~ 1004년에 로카르노를 주변 지역과 함께 코모 교구로 통합한 하인리히 2세에 의해 강력한 저항에 부딪쳤다. 프리드리히 바르바로사는 1164년에 로카르노에게 광범위한 시장 권리를 부여하고 1186년에 제국의 직속령을 부여했다. 이러한 특권으로 인해 로카르노는 상당한 지방 자치권을 개발하여 시립 기관의 발전을 도왔다. 귀족(Nobili)은 시민(borghesi)에게 점점 더 많은 권리를 잃었다. 1224년 보르게시살레기, 콜마니키오(알프 비냐스카), 마가디노 및 콰르티노 계곡에서 시장 권리, 자체 세력에 대한 권리, 방목지 유지 및 방목권을 포함하여 자체 관리와 다양한 특권을 가졌다.
로카르노는 로카르노 교구의 행정 중심지였다. 고위 관리(Podestà)는 구엘프와 기벨린 간의 충돌 중에 1260년에 불타 버린 카사 델라 갈리나짜(Casa della Gallinazza)에 거주했다. 카피타네이 디 로카르노(Capitanei di Locarno)와 시모네 다 오렐로(Simone da Orello)의 구성원을 포함한 여러 로카르노 가문은 두 파벌 간의 전투에서 중요한 역할을 했다. 1342년에 루치노와 지오반니 비스콘티가 이 지역을 정복하여 로카르노를 밀라노의 지배하에 두었다. 1439년, 프랑키노 루스카 백작은 영지로 로카르노를 수여받았다.
1291년에 로카르노에서 휴밀리아티(Humiliati, 비천) 수도원이 처음 언급되었다. 수도원에 부속된 성 캐서린 교회는 아마도 14세기 중반으로 거슬러 올라간다.

### 스위스 연방 치하

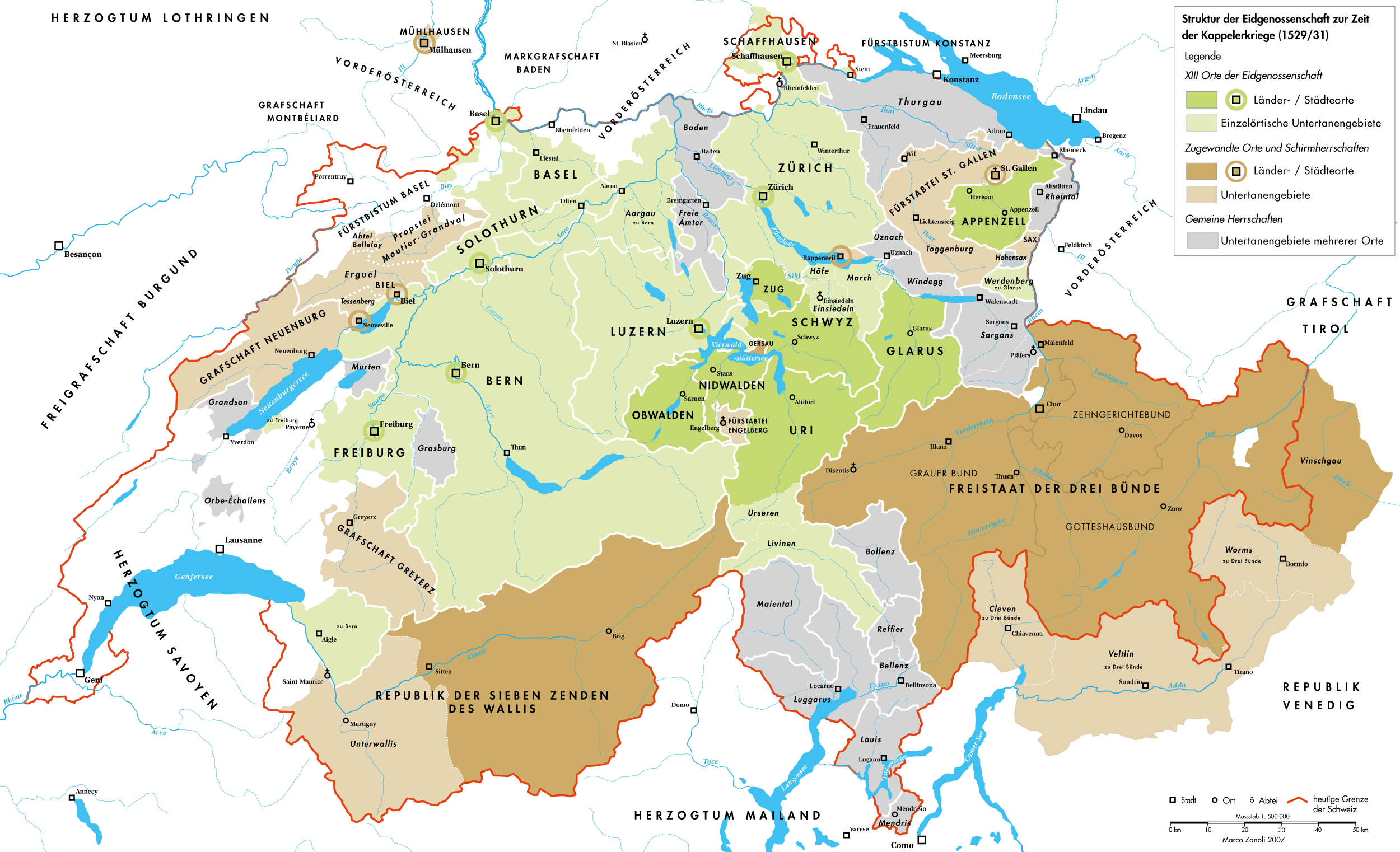
1530년 스위스 동맹, 로카르노와 티치노의 다른 영지를 보여준다

루스카의 통치는 1503년 남군이 로카르노를 점령하면서 끝났지만, 비스콘티성을 정복하는데 실패했다. 1513년 노바라 전투 이후 프랑스 왕 루이 12세는 남군에게 성을 주었다. 1516년 프라이부르크 조약을 맺고 로카르노를 모두 받았다. 12개 주가 교대로 총독(이탈리아어: commissario)을 임명하여 로카르노를 지배한다. 총독은 1578년 이후의 특정 경우를 제외하고는 민사와 형사 관할권을 모두 가지고 있었다. 총독은 취임하면서 로카르노의 법령을 준수할 것을 맹세했다. 주지사는 지역 시장의 지원을 받았고 일반적으로 지역 사회에 형사 벌금이 부과되었다.
12개 주의 통치는 또한 그 도시의 사회적, 정치적 관계에 영향을 미쳤다. 귀족(오렐리, 무랄토, 마고리아 세 귀족 가문을 대표함)과 시민 외에 세 번째 그룹이 있었다. 이 세 번째 그룹인 테리에리(terrieri)는 로카르노에서 오래 살았지만, 시민이 아닌 주민들의 그룹이었다. 세 그룹은 각각 재산을 공유하고 관리하는 법정 법인이었다. 연맹 하에서 이러한 각 그룹 또는 기업은 평의회(Consiglio Magnifico)에서 대표 협의회를 가졌다. 그러나 로카르노를 지배했던 1798년까지 이 지역의 촌락에 대한 타운의 지배력은 평의회에서 촌락이 대표하는 것으로 분명히 나타난다. 로카르노의 세 그룹에는 12명의 상급의원(6명의 귀족, 4명의 시민, 2명의 테리에리)이 있었지만, 모든 농촌 공동체를 합하면 8명에 불과했다.
중세 시대에 로카르노는 치타델라 도로(Via Cittadella)와 성 안토니오 도로(Via S. Antonio)의 교차로를 중심으로 이루어졌다. 마을은 산비탈을 따라 성 뒤에 펼쳐져 있었다. 몇몇 집들이 해안을 따라 늘어서 있었고, 콘트라다 보르게제(Contrada Borghese) 위에는 거의 시골에 가까운 작은 정착지가 성장했다. 도시의 중심은 그들의 큰 안뜰과 정원이 있는 연립 주택에 의해 지배되었다. 상류층의 구성원은 또한 로카르노 뒤에 있는 언덕과 솔두노와 쿠그나스코에 있는 포도밭이 있는 작은 전원주택을 소유했다. 로카르노는 중세 후기에도 여러 귀족 영지를 소유하고 있었다. 소위 치타델라(Cittadella, 성채)를 포함한다. 카사 시모나(16~18세기), 18세기 전반부의 카사 루스카(현재 시립 미술관 자리), 카사 델 네그로만테를 포함한 17세기와 18세기의 건물은 오래된 구조와 도시의 레이아웃을 변경하지 않았다.

### 로카르노 성

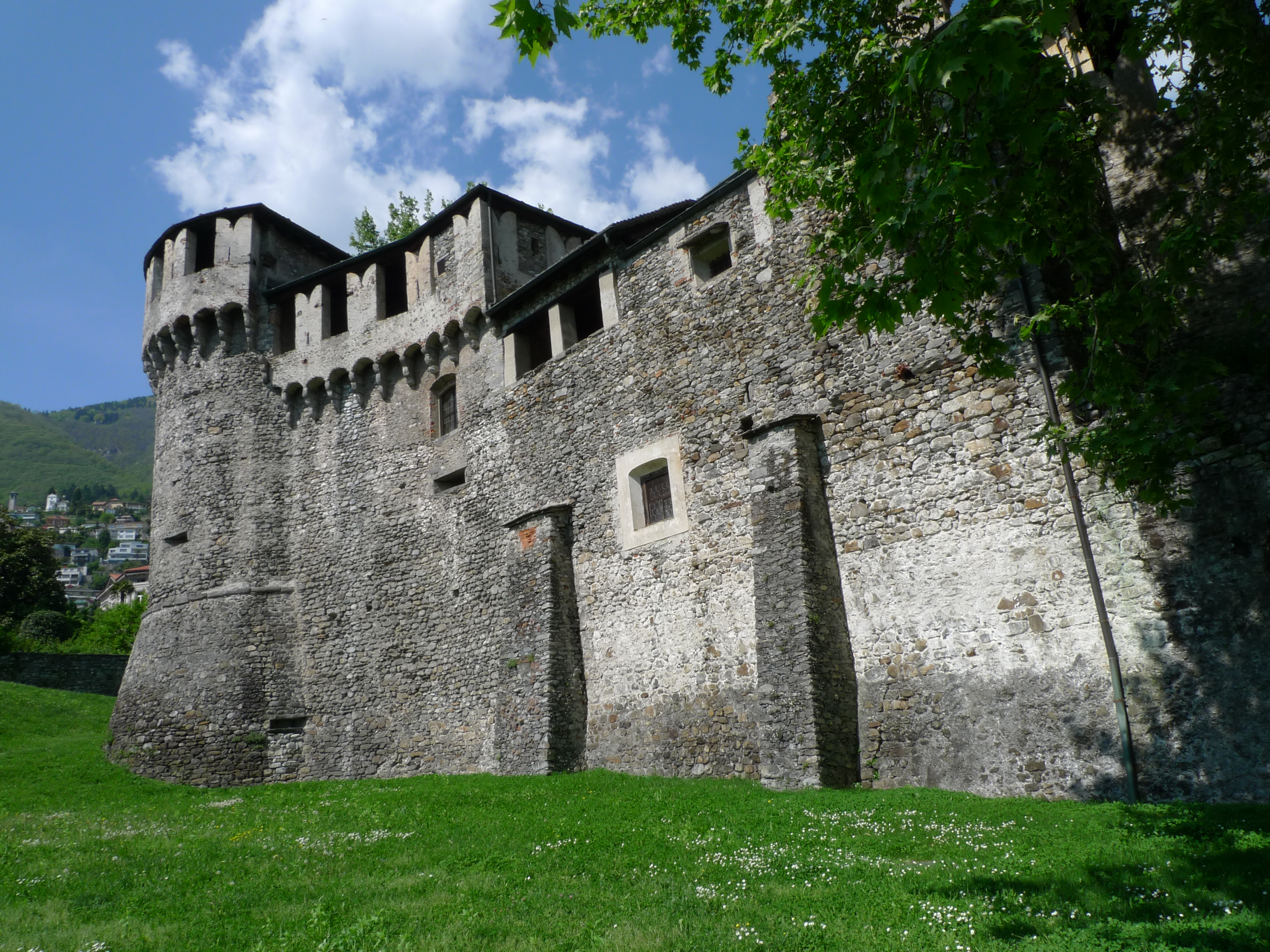
비스콘테오성(Castello Visconteo)

로카르노에는 중세 초기의 여러 성이 있었다. 하나는 1156년에 밀라노에 의해 파괴되었다. 다른 하나는 1210년에 오렐리성으로 처음 언급되었으며, 1342년에 비스콘티가 점령하고 확장되었다. 이 성은 비스콘티 성으로 알려지게 되었다. 1531년 남군은 성의 대부분을 파괴하고 중앙의 핵심만 남겼다. 성은 총독의 거주지로 사용되었지만, 다음 세기에 걸쳐 무너지기 시작했다. 1804년부터 1909년까지 성은 행정장관과 지방 법원이 있는 곳이었다. 1909년 이후, 그것은 도시의 소유가 되었고 1921-28년에 개조되었다. 1920년부터 이곳에는 도시와 고고학 박물관이 있다. 1507년에 방어 요새 또는 라벨린성 입구를 보호하기 위해 추가되었다. 레오나르도 다빈치가 이 구조를 설계했을 가능성이 크다. 성의 북동쪽에는 16세기에 지어진 카소렐라 궁전(Casa degli Orelli)이 있다.

### 근세 로카르노
중세 시대에 로카르노와 전체 지역의 경제는 시장, 낚시, 고산 및 방목권과 십일조를 소유한 귀족들과 밀접하게 연결되어 있었다. 13세기부터 이러한 특권 중 일부는 시민 기업에 돌아갔다. 언덕 지역은 포도 재배가 지배적이었고, 곡물은 평야에서 재배되었다. 마을 내에서는 채소와 과일이 재배되었다. 장인과 상점은 마을 내부에 집중되어 있었다. 반복적으로 범람하는 해안선과 고산 목초지는 방목에 사용되었다. 근대 초기에 로카르노는 롬바르디아의 주요 도시를 연결하는 중요한 도로에서 번성하는 상업 중심지로 발전했다. 독일어를 사용하는 스위스 및 독일과 함께한다. 곡물과 소금은 롬바르디아와 피에몬테에서 로카르노로 건너온 반면, 로카르노와 그 배후지(특히 마지아 계곡)는 이탈리아에 많은 양의 목재와 소를 공급했다.
1863년과 1874년 사이에는 산프란체스코 교회가 예배를 위해 사용되어야 했고, 1798년 이후에는 교회에서 이웃, 시, 카운티의 총회가 열렸다. 1814년에 산 프란체스코 교회는 세속화되었고 프란체스코 수도회는 떠나야 했다. 교회와 수도원은 1821년부터 1827년까지 주정부 관청으로 사용되었다. 1848년부터 1863년까지 교회는 예배를 위해 폐쇄되었고, 1874년에는 막사와 소금 저장고로 개조되었다. 1924년에 다시 교회로 개조되었고, 베네딕토회에서 독일어로 제공되는 가톨릭 예배에 사용되었다. 예수회가 1947년부터 1992년까지 이 임무를 맡았다. 수도원은 1848년에 세속화되었으며 1893-94년 개조 후에 최초의 고등학교가 들어섰다. 그리고 1930년에는 교원 양성용으로 사용되었다.

### 현대
1935년에서 92년 사이에 레코 디 로카르노라는 신문이 로카르노에서 인쇄되었다. 1992년 자유당 일 도베레(Il dovere)의 공식 신문과 합병하여 일간지 라 지오네를 창간했다. 1987년부터 티치노의 유일한 독일어 신문인 테시너 짜이퉁이 로카르노에서 매주 3회 발행되고 있다.

## 지리

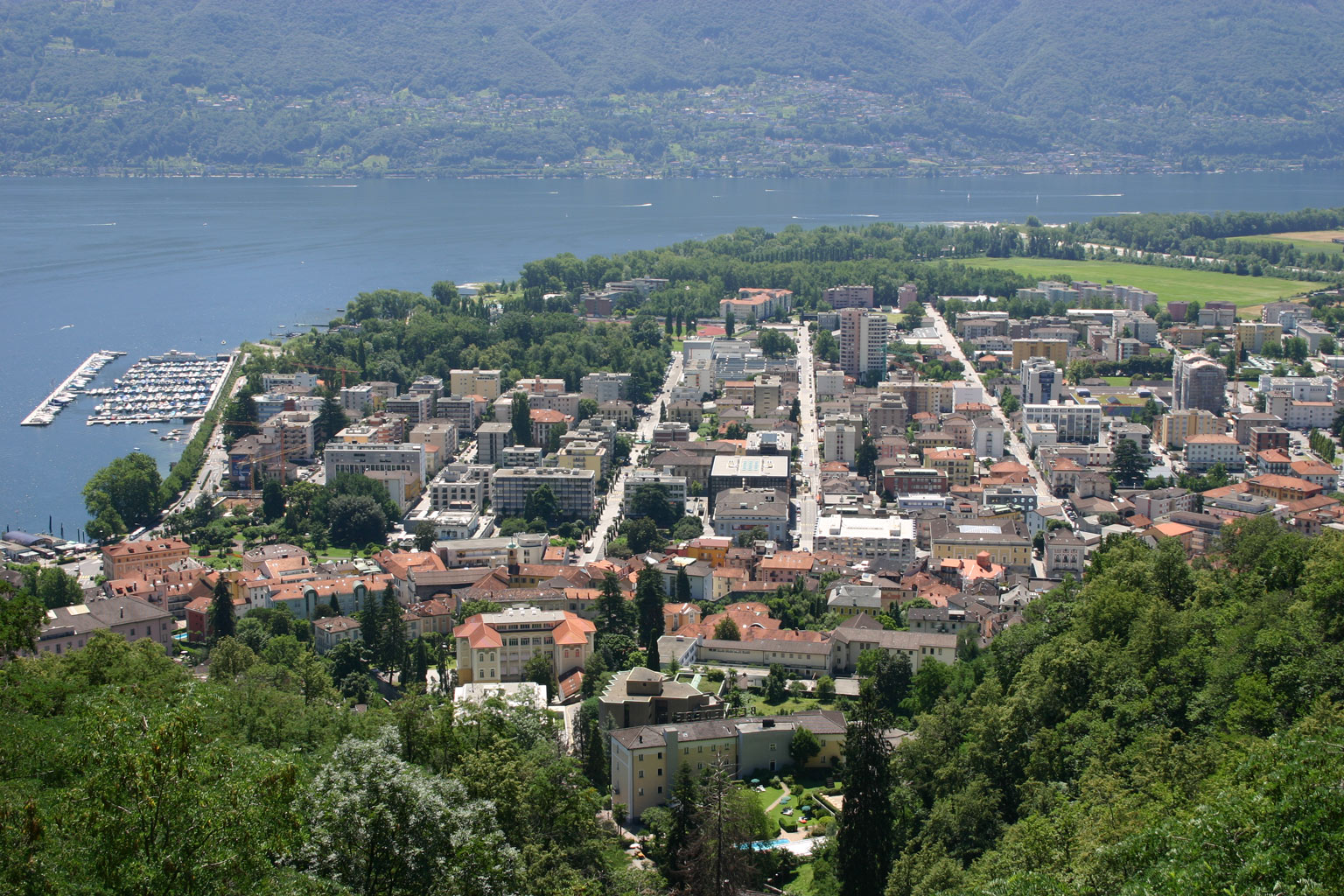
로카르노

로카르노의 면적은 1997년 현재 19.27k㎡이다. 이 면적 중 8.39k㎡ (43.5%)가 농업 목적으로 사용되는 반면 5.97k㎡ (31.0%)는 삼림이 있다. 나머지 토지 중 4.92k㎡ (25.5%)가 정착(건물 또는 도로), 1.25k㎡ (6.5%)가 강 또는 호수이며 0.91k㎡ (4.7%)는 불모지이다.
건축면적 중 공업용 건물이 전체 면적의 1.4%, 주택과 건물이 10.3%, 교통 기반 시설이 7.6%를 차지했다. 전력 및 수자원 기반 시설 및 기타 특별 개발 지역은 면적의 2.6%를 구성하고 공원, 녹지대 및 스포츠 경기장은 3.6%를 구성한다. 숲이 우거진 토지 중 전체 토지 면적의 28.3%가 숲이 우거져 있고, 2.7%가 과수원이나 작은 나무 군락으로 덮여 있다. 농경지 중 31.2%는 작물 재배에 사용되며, 2.1%는 과수원이나 덩굴 작물에, 10.3%는 고산 목초지에 사용된다. 시정촌의 물 중 0.8%는 호수에, 5.7%는 강과 시내에 있다. 비생산적인 지역 중 4.6%는 비생산적인 식물이다.
시정촌은 해당 지구의 수도이다. 로카르노는 마조레 호수의 왼쪽 해안에 위치하고 있다. 이 도시는 구시가지(역사적 정착 센터), 호수를 향한 신시가지(Nuovo quartiere), 그리고 솔두노를 향한 토지 지구(quartiere Campagna)로 구성된다. 지방 자치 단체의 지역은 호수(209m 높이)에서 도시 위의 산(Monti della SS Trinità, Bre, Cardada 및 Cimetta, 가장 높은 지점 1,474m)까지 확장된다. 그것은 티치노강의 오른쪽을 따라 마가디노 계곡의 많은 부분을 포함하며 볼레 디 마가디노(Bolle di Magadino)에서 몬다콘토네(Monda Contone)까지 뻗어 있다.

### 기후
남부 알프스 산기슭에 위치한 로카르노는 루가노 및 그로노와 함께 스위스에서 가장 따뜻한 지역에 속한다. 또한 가장 습한 곳 중 하나로 연간 강수량이 1,897mm이다. (Stalden과 비교하여 545mm만 내린다.). 가장 습한 달은 9월로 이 기간 동안 로카르노는 평균 236mm의 강수량을 기록하고 5월이 그 뒤를 이어 5월에 평균 221mm의 강수량을 가진다. 일년 중 가장 건조한 달은 2월로 4.5일 동안 평균 강수량이 59mm이다. 일반적으로 습한 위치에 있지만, 로카르노는 평균 99.3일의 강수일과 연간 2,171시간의 일조량, 또는 가능한 일조량의 56%이다. 높은 일조 시간과 강수량은 지역에 영향을 미치는 높은 강우 강도로 설명된다. 이에 비해 시온은 일조시간이 적고 강수량이 3배 적다. 쾨펜 기후 구분 시스템은 기후를 온대 해양성 기후(Cfb)과 습한 아열대성 기후(Cfa) 사이의 경계로 분류한다.
| 로카르노/몬티 (367 m a.s.l., 기간 1981-2010)의 기후 | 로카르노/몬티 (367 m a.s.l., 기간 1981-2010)의 기후 | 로카르노/몬티 (367 m a.s.l., 기간 1981-2010)의 기후 | 로카르노/몬티 (367 m a.s.l., 기간 1981-2010)의 기후 | 로카르노/몬티 (367 m a.s.l., 기간 1981-2010)의 기후 | 로카르노/몬티 (367 m a.s.l., 기간 1981-2010)의 기후 | 로카르노/몬티 (367 m a.s.l., 기간 1981-2010)의 기후 | 로카르노/몬티 (367 m a.s.l., 기간 1981-2010)의 기후 | 로카르노/몬티 (367 m a.s.l., 기간 1981-2010)의 기후 | 로카르노/몬티 (367 m a.s.l., 기간 1981-2010)의 기후 | 로카르노/몬티 (367 m a.s.l., 기간 1981-2010)의 기후 | 로카르노/몬티 (367 m a.s.l., 기간 1981-2010)의 기후 | 로카르노/몬티 (367 m a.s.l., 기간 1981-2010)의 기후 | 로카르노/몬티 (367 m a.s.l., 기간 1981-2010)의 기후 |
| 월                                                  | 1월                                                 | 2월                                                 | 3월                                                 | 4월                                                 | 5월                                                 | 6월                                                 | 7월                                                 | 8월                                                 | 9월                                                 | 10월                                                | 11월                                                | 12월                                                | 연간                                                |
| --------------------------------------------------- | --------------------------------------------------- | --------------------------------------------------- | --------------------------------------------------- | --------------------------------------------------- | --------------------------------------------------- | --------------------------------------------------- | --------------------------------------------------- | --------------------------------------------------- | --------------------------------------------------- | --------------------------------------------------- | --------------------------------------------------- | --------------------------------------------------- | --------------------------------------------------- |
| 일평균 최고 기온 °C (°F)                            | 6.8 (44.2)                                          | 8.7 (47.7)                                          | 13.5 (56.3)                                         | 16.5 (61.7)                                         | 20.5 (68.9)                                         | 24.4 (75.9)                                         | 27.1 (80.8)                                         | 26.3 (79.3)                                         | 21.7 (71.1)                                         | 16.4 (61.5)                                         | 10.7 (51.3)                                         | 7.3 (45.1)                                          | 16.7 (62.1)                                         |
| 일일 평균 기온 °C (°F)                              | 3.4 (38.1)                                          | 4.7 (40.5)                                          | 8.8 (47.8)                                          | 11.8 (53.2)                                         | 15.8 (60.4)                                         | 19.4 (66.9)                                         | 21.9 (71.4)                                         | 21.2 (70.2)                                         | 17.2 (63.0)                                         | 12.6 (54.7)                                         | 7.4 (45.3)                                          | 4.1 (39.4)                                          | 12.4 (54.3)                                         |
| 일평균 최저 기온 °C (°F)                            | 0.8 (33.4)                                          | 1.6 (34.9)                                          | 4.9 (40.8)                                          | 7.8 (46.0)                                          | 11.9 (53.4)                                         | 15.2 (59.4)                                         | 17.5 (63.5)                                         | 17.1 (62.8)                                         | 13.7 (56.7)                                         | 9.7 (49.5)                                          | 4.8 (40.6)                                          | 1.6 (34.9)                                          | 8.9 (48.0)                                          |
| 평균 강수량 mm (인치)                               | 71 (2.8)                                            | 59 (2.3)                                            | 96 (3.8)                                            | 186 (7.3)                                           | 221 (8.7)                                           | 198 (7.8)                                           | 178 (7.0)                                           | 210 (8.3)                                           | 236 (9.3)                                           | 190 (7.5)                                           | 162 (6.4)                                           | 90 (3.5)                                            | 1,897 (74.7)                                        |
| 평균 강설량 cm (인치)                               | 18.6 (7.3)                                          | 9.1 (3.6)                                           | 1.9 (0.7)                                           | 0.6 (0.2)                                           | 0.0 (0.0)                                           | 0.0 (0.0)                                           | 0.0 (0.0)                                           | 0.0 (0.0)                                           | 0.0 (0.0)                                           | 0.0 (0.0)                                           | 2.2 (0.9)                                           | 14.6 (5.7)                                          | 47.0 (18.5)                                         |
| 평균 강수일수 (≥ 1.0 mm)                            | 4.9                                                 | 4.5                                                 | 5.9                                                 | 10.1                                                | 12.4                                                | 10.2                                                | 8.5                                                 | 9.9                                                 | 8.9                                                 | 9.2                                                 | 8.3                                                 | 6.5                                                 | 99.3                                                |
| 평균 강설일수 (≥ 1.0 cm)                            | 2.1                                                 | 1.8                                                 | 0.6                                                 | 0.1                                                 | 0.0                                                 | 0.0                                                 | 0.0                                                 | 0.0                                                 | 0.0                                                 | 0.0                                                 | 0.6                                                 | 2.2                                                 | 7.4                                                 |
| 평균 상대 습도 (%)                                  | 65                                                  | 61                                                  | 55                                                  | 60                                                  | 66                                                  | 64                                                  | 62                                                  | 66                                                  | 70                                                  | 75                                                  | 70                                                  | 67                                                  | 65                                                  |
| 평균 월간 일조시간                                  | 135                                                 | 149                                                 | 196                                                 | 184                                                 | 192                                                 | 229                                                 | 259                                                 | 245                                                 | 194                                                 | 151                                                 | 118                                                 | 119                                                 | 2,171                                               |
| 가능 일조율                                         | 61                                                  | 60                                                  | 59                                                  | 49                                                  | 47                                                  | 57                                                  | 63                                                  | 62                                                  | 56                                                  | 52                                                  | 52                                                  | 57                                                  | 56                                                  |
| 출처: MeteoSwiss                                    |                                                     |                                                     |                                                     |                                                     |                                                     |                                                     |                                                     |                                                     |                                                     |                                                     |                                                     |                                                     |                                                     |

## 인구통계

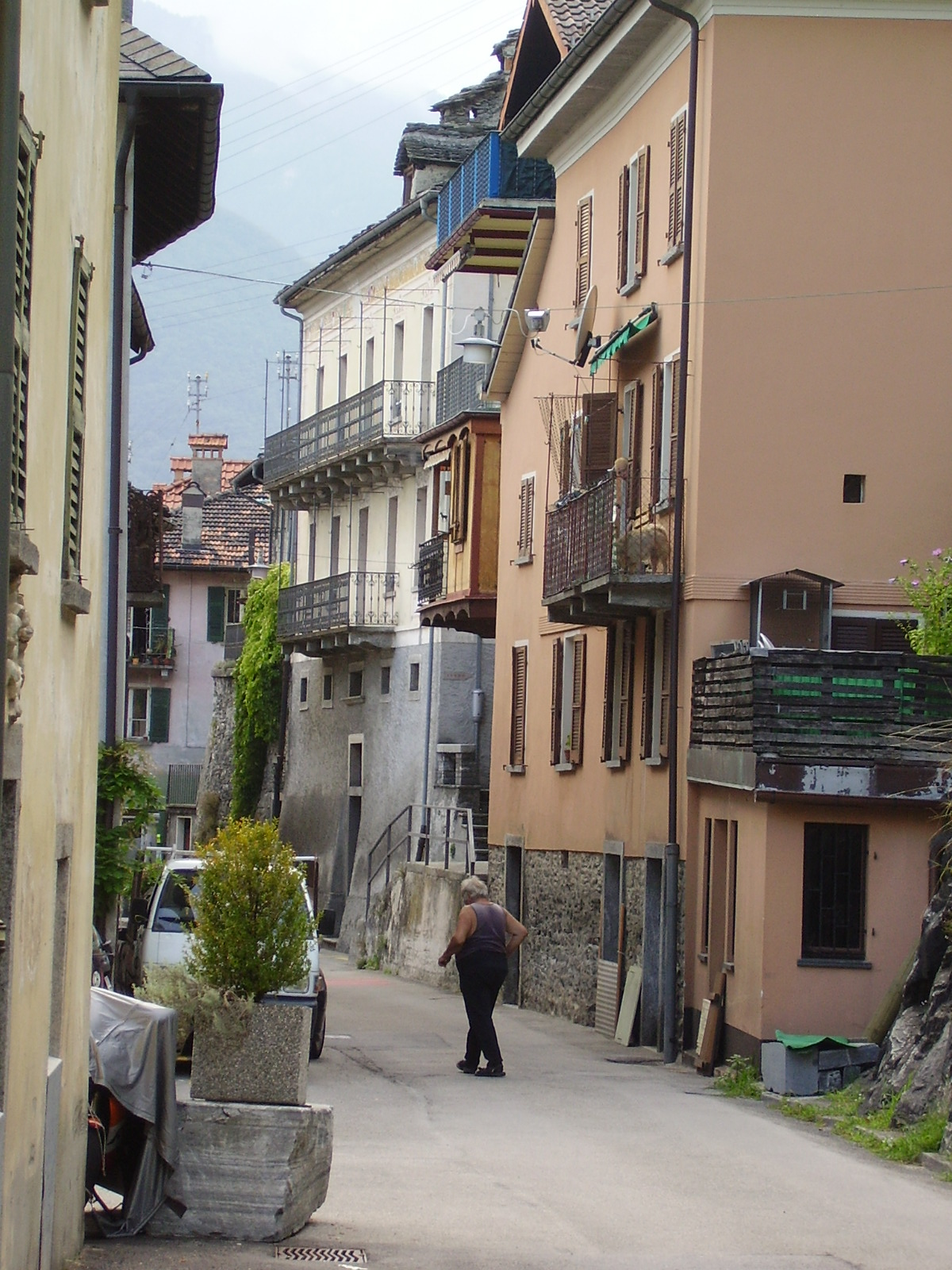
로카르노 구시가지

2020년 12월을 기준으로 로카르노의 인구는 15,728명이다. 2008년 기준으로 인구의 33.9%가 거주 외국인이다. 1997년부터 2007년까지 지난 10년 동안 인구는 3.7%의 비율로 변화했다.
2000년 기준으로 인구 대부분은 이탈리아어(76.6%)를 사용하며 독일어가 두 번째로 많이 사용(10.5%)되고 세르비아-크로아티아어가 세 번째(3.1%)로 사용된다. 2000년 기준, 스위스 공용어 중 1,528명이 독일어, 189명이 프랑스어, 11,153명이 이탈리아어, 27명이 로만슈어를 사용한다. 나머지 1,664명은 다른 언어를 사용했다.
2008년 기준으로 인구의 성별 분포는 남성 46.5%, 여성 53.5%이다. 인구는 4,421명의 스위스 남성(인구의 29.1%)과 2,636명(17.4%)의 비스위스계 남성으로 구성되었다. 스위스 여성은 5,654명(37.2%), 비스위스계 여성은 2,474명(16.3%)이었다.
2008년에는 스위스 시민이 83명, 비스위스 시민이 45명이었고, 같은 기간에 스위스 시민이 115명, 비 스위스 시민이 33명 사망했다. 이민과 이주를 무시하면 스위스 시민의 인구는 32명 감소했고, 외국인 인구는 12명 증가했다. 스위스로 재이민 온 스위스 남성은 14명, 여성은 3명이었다. 동시에 다른 나라에서 스위스로 이주한 비스위스계 남성 87명과 비스위스계 여성 78명이 있었다. 2008년 전체 스위스 인구 변화(시 경계를 넘는 이동을 포함한 모든 출처에서)는 159명이 증가했으며 비스위스계 인구 변화는 55명이 증가했다. 이는 1.4%의 인구 증가율을 나타낸다.
2009년 현재 로카르노의 연령 분포는 다음과 같다. 1,205명(인구의 7.9%)이 0~9세, 1,454명(9.6%)이 10~19세이다. 성인 인구 중 1,791명(인구의 11.8%)이 20~29세이다. 2,002명(13.2%)은 30~39세, 2,442명(16.1%)은 40~49세, 1,979명(13.0%)은 50~59세이다. 고령자 분포는 1,767명(인구의 11.66%)이 69세는 1,541명으로 70~79세는 10.1%, 80세 이상은 1,004명(6.6%)이다.
2000년 기준으로 시정촌의 민간가구는 6,730세대로 가구당 평균 2.1명이다.  2000년에는 총 2,147개의 주거용 건물 중 904호(전체의 42.1%)가 단독 주택이었다. 2세대(11.7%)가 252채, 다가구(22.4%)가 480채였다. 또한 시정촌에는 다목적 건물(주거 및 상업용 또는 기타 목적으로 사용)인 511개의 건물이 있었다.
2008년 시정촌 공실률은 0.63%였다. 2000년에는 시정촌에 8,647개의 아파트가 있었다. 가장 흔한 아파트 크기는 방 3개짜리 아파트로 3,068호였다. 1인실 아파트는 856채, 5실 이상 아파트는 877채였다. 이 중 상가주택은 총 6,709세대(전체의 77.6%), 비수기형은 1,695세대(19.6%), 공실은 243세대(2.8%)였다. 2007년 기준 신규주택 건설률은 인구 1000명당 10.5세대였다.
2003년 현재 로카르노의 평균 아파트 임대료는 월 1046.19 스위스 프랑 (CHF)이다. (2003년부터 US$840, £470, €670 약 환율) 방 1개짜리 아파트의 평균 가격은 611.61 CHF(US$490, £280, €390)였고, 방 2개짜리 아파트는 약 816.64 CHF(US$650, £370, €520), 방 3개짜리 아파트는 약 1007.47 CHF(US$810, £450, €640) 및 6개 이상의 방 아파트 비용은 평균 1896.51 CHF(US$1520, £850, €1210)이다. 로카르노의 평균 아파트 가격은 전국 평균 1116CHF의 93.7%였다.

### 종교

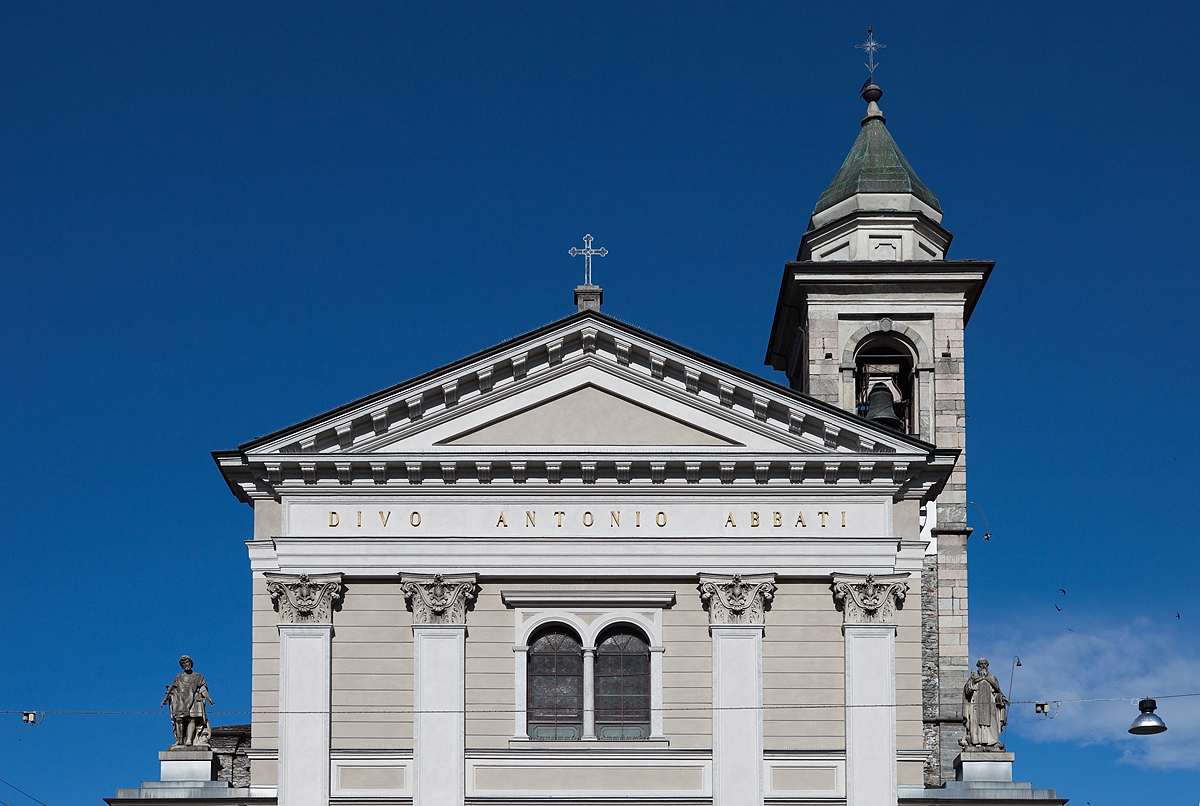
성 안토니오 아바테 교회

2000년 인구 조사에서 가톨릭 신자는 10,179명(69.9%)이었고 스위스 개혁 교회는 1,072명(7.4%) 이었다. 다른 교회(인구조사에 등재되지 않음)에 속해 있는 2,307명(인구의 약 15.84%)이 있으며, 1,003명(인구의 약 6.89%)이 질문에 응답하지 않았다.

## 경제

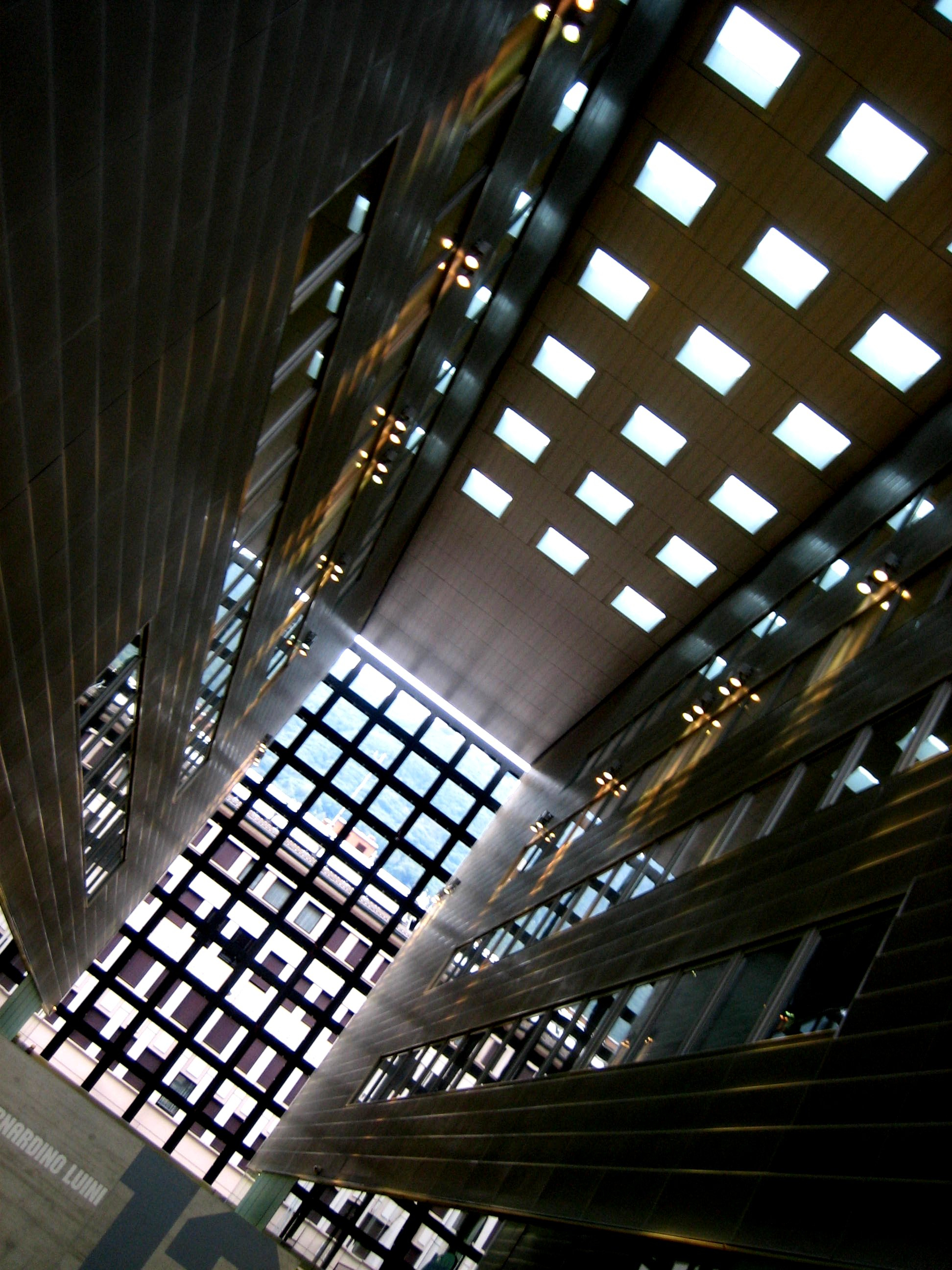
로카르노의 사무실 빌딩

2007년 현재 로카르노의 실업률은 5.93%이다. 2005년 기준으로 1차 경제 부문에 86명이 고용되어 있고, 이 부문에 약 23개 기업이 관여하고 있다. 2,385명이 2차 부문에 고용되었고, 이 부문에 158개의 기업이 있다. 7,338명이 3차 부문에 고용되었으며, 이 부문에는 920개의 기업이 있다. 시정촌 주민은 6,688명으로 일정 정도 고용되었으며, 그중 여성이 전체 노동력의 46.6%를 차지하였다.
2000년 기준으로 7,550명의 시정촌으로 출퇴근하는 근로자와 2,864명의 근로자가 외부로 출퇴근하였다. 지방 자치 단체는 근로자의 순수입 지자체이며, 1명이 전출할 때마다 약 2.6명의 근로자가 지자체로 전입된다. 로카르노에 들어오는 노동력의 약 12.1%는 스위스 외부에서 오고 있지만, 인구 조사에 집계된 현지인 중 누구도 일을 위해 스위스 밖으로 통근하지 않았다. 근로인구의 10.5%가 대중교통을 이용하여 출퇴근하고, 44.1%가 자가용을 이용하였다.
2009년 현재 로카르노에는 총 777개의 객실과 1,536개의 침대가 있는 30개의 호텔이 있다.

## 교육
로카르노에서는 인구의 약 57.1%(25-64세)가 비필수 고등교육 또는 추가 고등교육(대학 또는 응용학문대학)을 완료했다.
2009년을 기준으로 로카르노에는 총 2,210명의 학생이 있었다. 티치노주의 교육 시스템은 최대 3년의 비필수 유치원을 제공하며 로카르노에는 292명의 어린이가 유치원에 다녔다. 초등학교 프로그램은 5년 동안 지속되며 표준 학교와 특수학교가 모두 포함된다. 마을에서는 648명의 학생이 일반 초등학교에 다녔고 65명이 특수학교에 다녔다. 중학교 시스템에서 학생들은 2년 중학교에 다니고 2년 예비 견습 과정을 거치거나 고등 교육을 준비하기 위해 4년 프로그램에 참석한다. 중학교 2년제 512명, 예비실습 10명, 4년제 심화과정은 203명이다.
상위 중등학교에는 여러 옵션이 있지만, 상위 중등 프로그램이 끝나면 학생은 직업을 찾거나 대학에 진학할 준비가 된다. 티치노에서 직업 학생은 인턴십 또는 견습 과정(3년 또는 4년 소요)을 진행하는 동안 학교에 다니거나 인턴십 또는 견습기간(풀타임 학생으로 1년 또는 1년 반이 소요됨)을 거쳐 학교에 다닐 수 있다. 파트타임 학생으로는 2년). 전일제 학생은 146명, 파트타임 학생은 293명이었다.
전문 프로그램은 3년 동안 진행되며 공학, 간호, 컴퓨터 과학, 비즈니스, 관광 및 이와 유사한 분야의 직업을 위해 학생을 준비시킨다. 전문 프로그램에는 41명의 학생이 있었다.
2000년 기준으로 로카르노에는 다른 시정촌에서 온 학생이 1,484명이었고, 시외 학교에 다니는 거주자는 405명이었다.
로카르노에는 비블리오테카 칸토날레 로카르노 도서관이 있다. 도서관은 2008년 현재 122,115권의 책 또는 기타 매체를 보유하고 있으며 같은 해에 97,667권을 대출했다. 그해에는 주평균 44시간으로 총 264일 열려 있었다.

## 관광
로카르노에는 일년 내내 관광객을 끌어들이는 흥미로운 명소가 많이 있다.
- 아스트로비아 로카르노

아스트로비아 로카르노는 태양계의 1:1,000,000,000 축척 모델이다. 태양은 마기아 강을 따라 달리는 자전거 도로가 시작되는 지오아치노 레스피니 도로(Via Gioacchino Respini) 끝에서 찾을 수 있다. 모델의 마지막 행성인 명왕성은 이 시작점에서 6km 떨어진 테그나 마을에서 찾을 수 있다.

### 국가중요문화재
로카르노에는 국가적으로 중요한 9개의 스위스 유산이 있다. 사이트 중 세 곳은 교회이다. S. 프란체스코 교회와 이전 수녀원, S. Maria Assunta 교회(새 교회)와 대포의 집, S. Maria 교회와 Selva 묘지. Castello Visconteo 단지(일부는 레오나르도 다빈치에 의해 설계되었을 수 있음)가 목록에 있다. Via Dr. G. Varesi 30에 있는 Ai Saleggi 초등학교와 중등학교, 그리고 Cantonal Library도 등재되어 있다. 마지막 두 곳은 Sant'Antonio 광장에 있는 Pinacoteca comunale Casa Rusca와 Via Bartolomeo Rusca 5에 있는 Casorella가 나머지 목록을 구성한다. 로카르노 시 전체가 스위스 유산 목록으로 등재되어 있다.

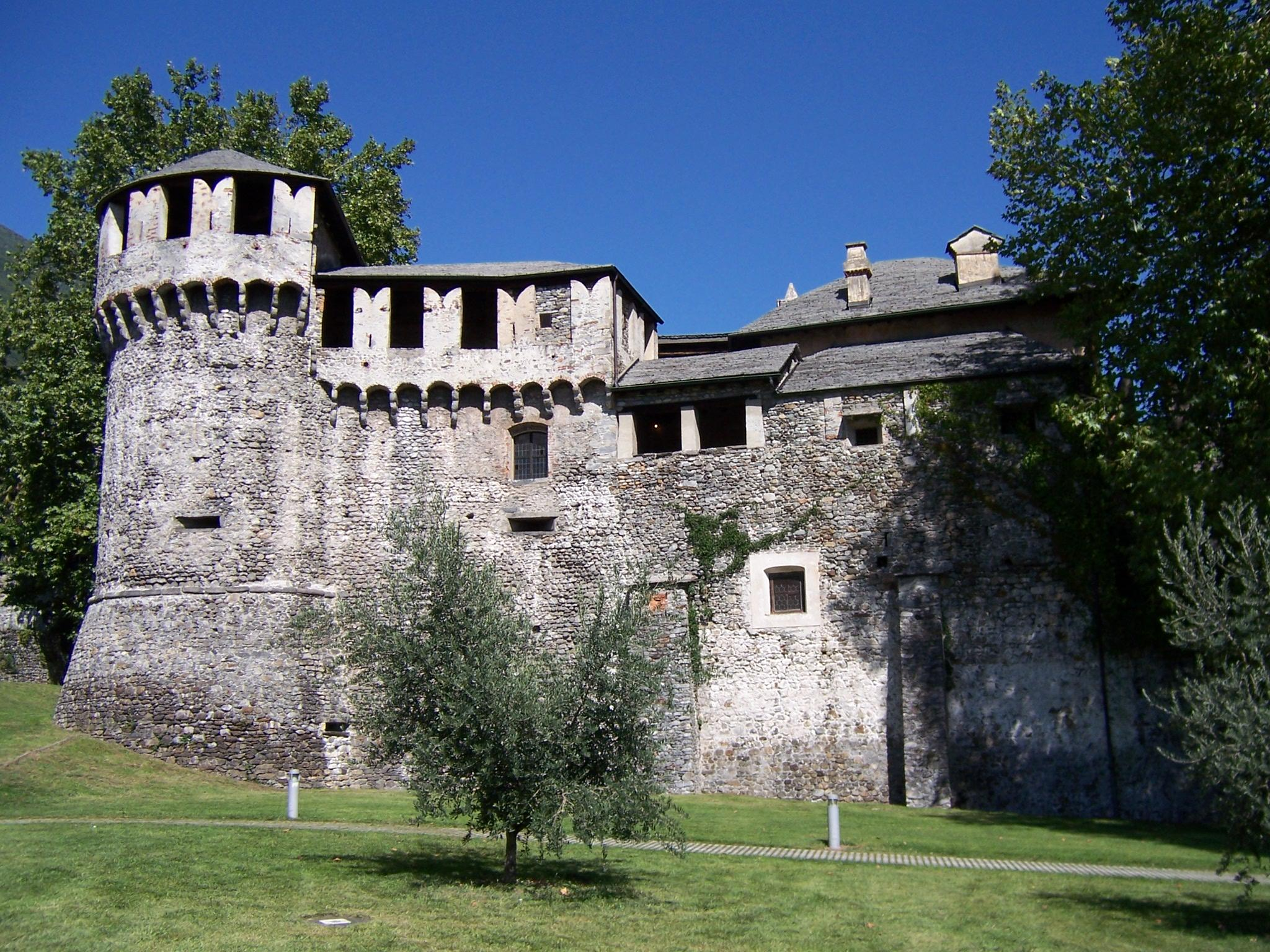
비스콘테오성 (Castello Visconteo)
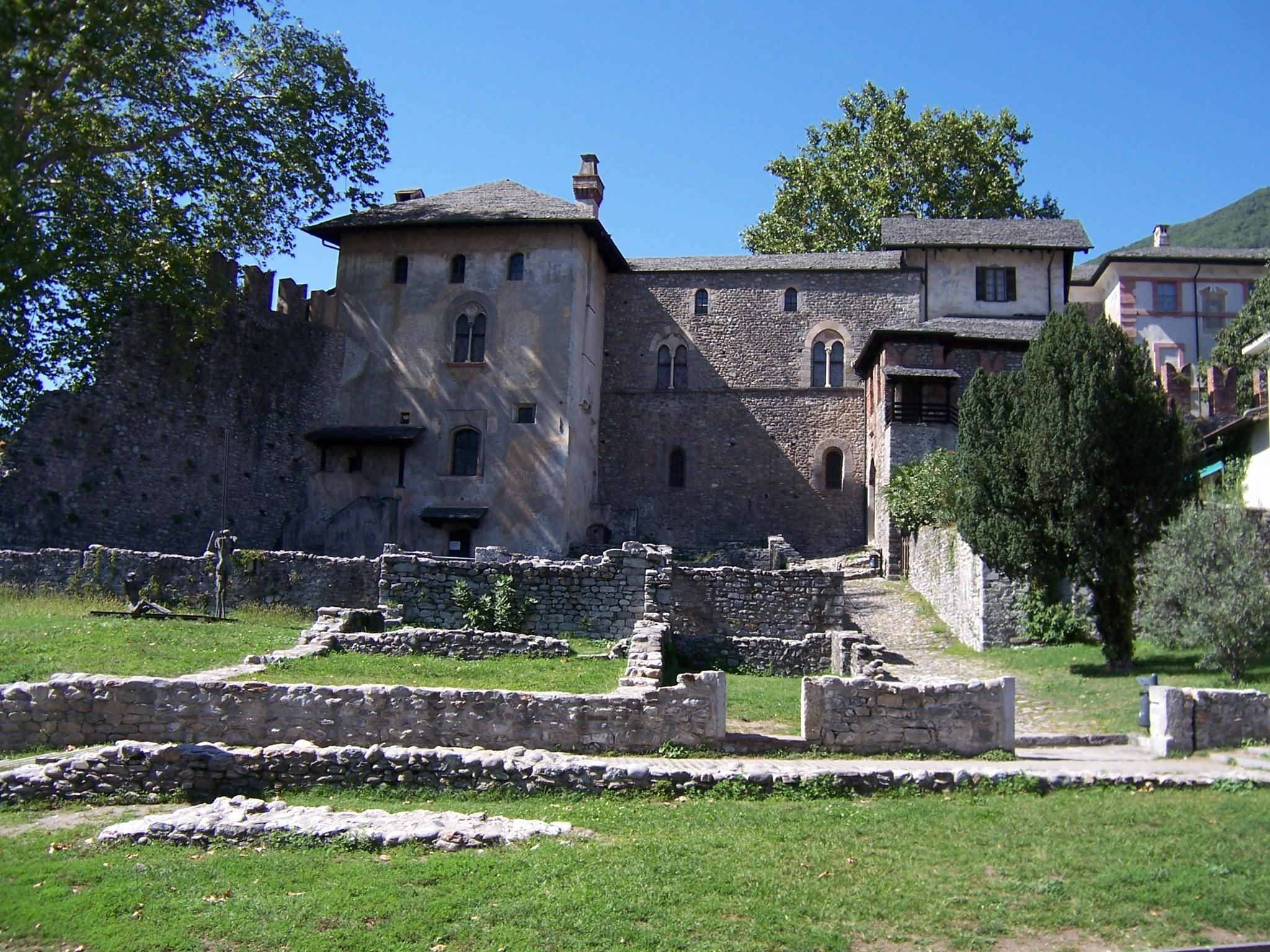
비스콘테오성
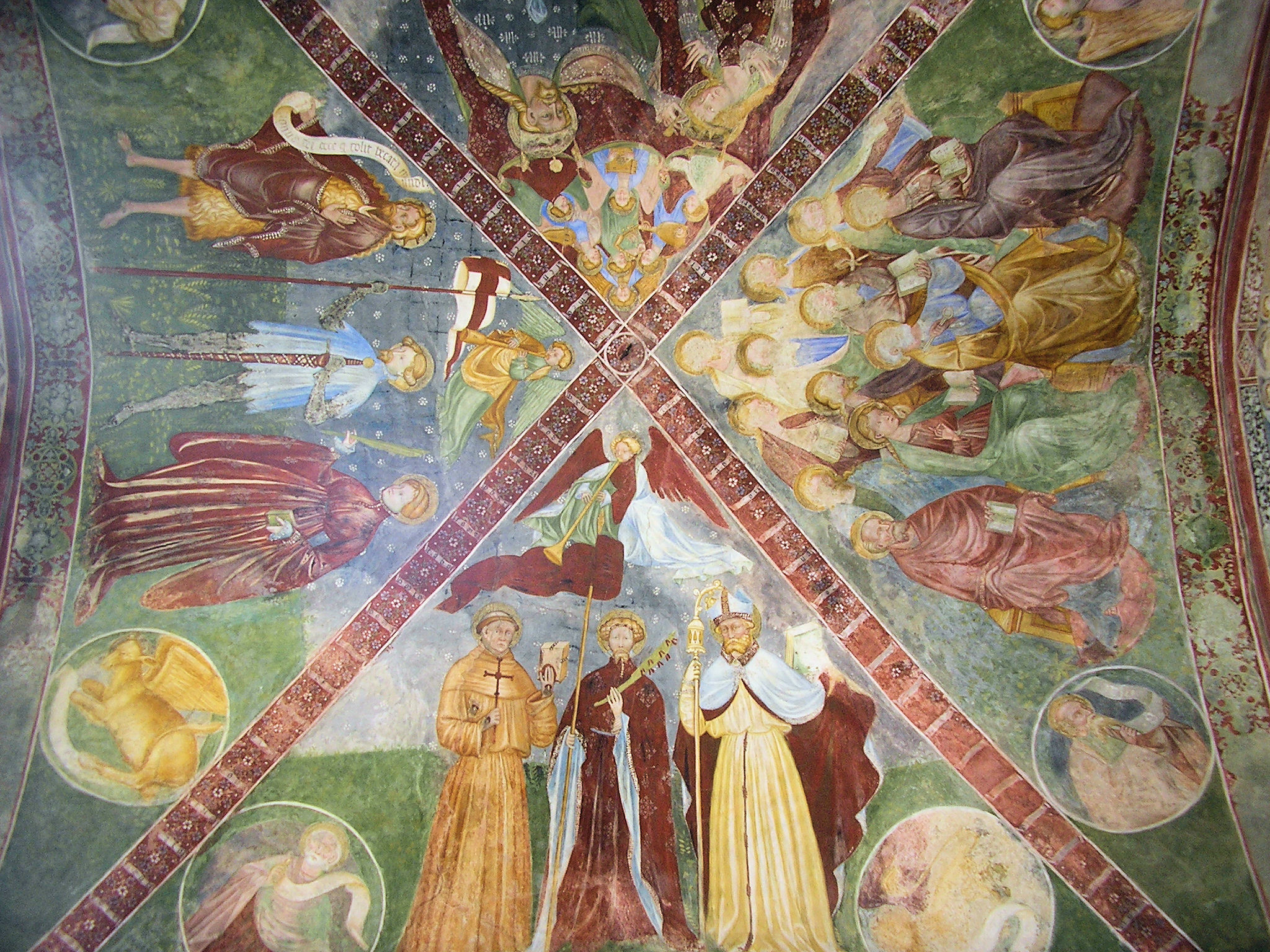
셀바 무랄의 산타마리아
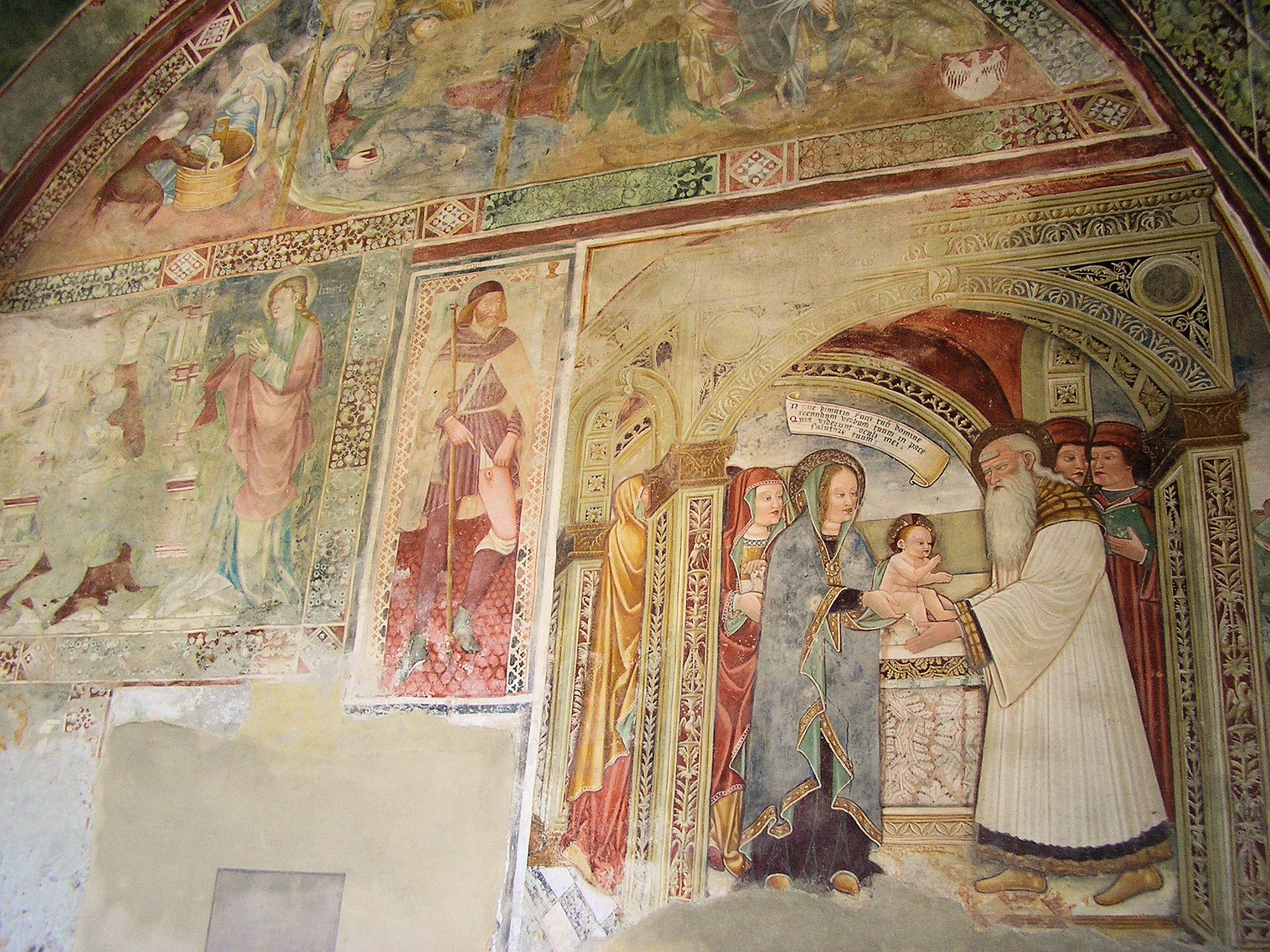
셀바 무랄의 산타마리아

## 교통

### 항공
로카르노에는 민간 및 군용 공항이 혼합된 로카르노 공항이 있다.

### 철도
무랄토에 위치한 로카르노역은 스위스 연방 철도의 주비아스코-로카르노(주비아스코–로카르노) 철도로, 고트하르트 철도에서 분기된다. 지하에는 티치노의 지역 버스와 철도 회사가 운영하는 이탈리아로 가는 미터궤 연결선인 도모도솔라-로카르노 철도 터미널이 있다.

## 스포츠
로카르노에는 축구팀인 FC 로카르노가 있다. 2012-2013 시즌 현재 그들은 스위스 축구 리그 시스템의 2부 리그인 스위스 챌린지 리그에서 뛰고 있다.

## 같이 보기
- 로카르노 조약